# Home Entertainment Suppliers
Home Entertainmanet Suppliers Pty. Ltd. (förkortas HES) är en tillverkare av tv-spel och tillbehör från Australien. HES är bland annat  kända för sin tillverkning av olicensierade spel avsedda för att brukas tillsammans med Nintendo Entertainment System.

## Produktlista
- HES Dongle
- HES Unidaptor
- HES Unidaptor MKII